# Eloria noyesi

Eloria noyesi és una espècie de lepidòpter ditrisi de la família dels erèbids (Erebidae), subfamília Lymantriinae.

## Descripció
És de color beix. Fa uns 30 mm d'envergadura alar.
Les larves s'alimenten de plantes de coca. Es troba sobretot al Perú i Colòmbia.